# Aleandro Rosi

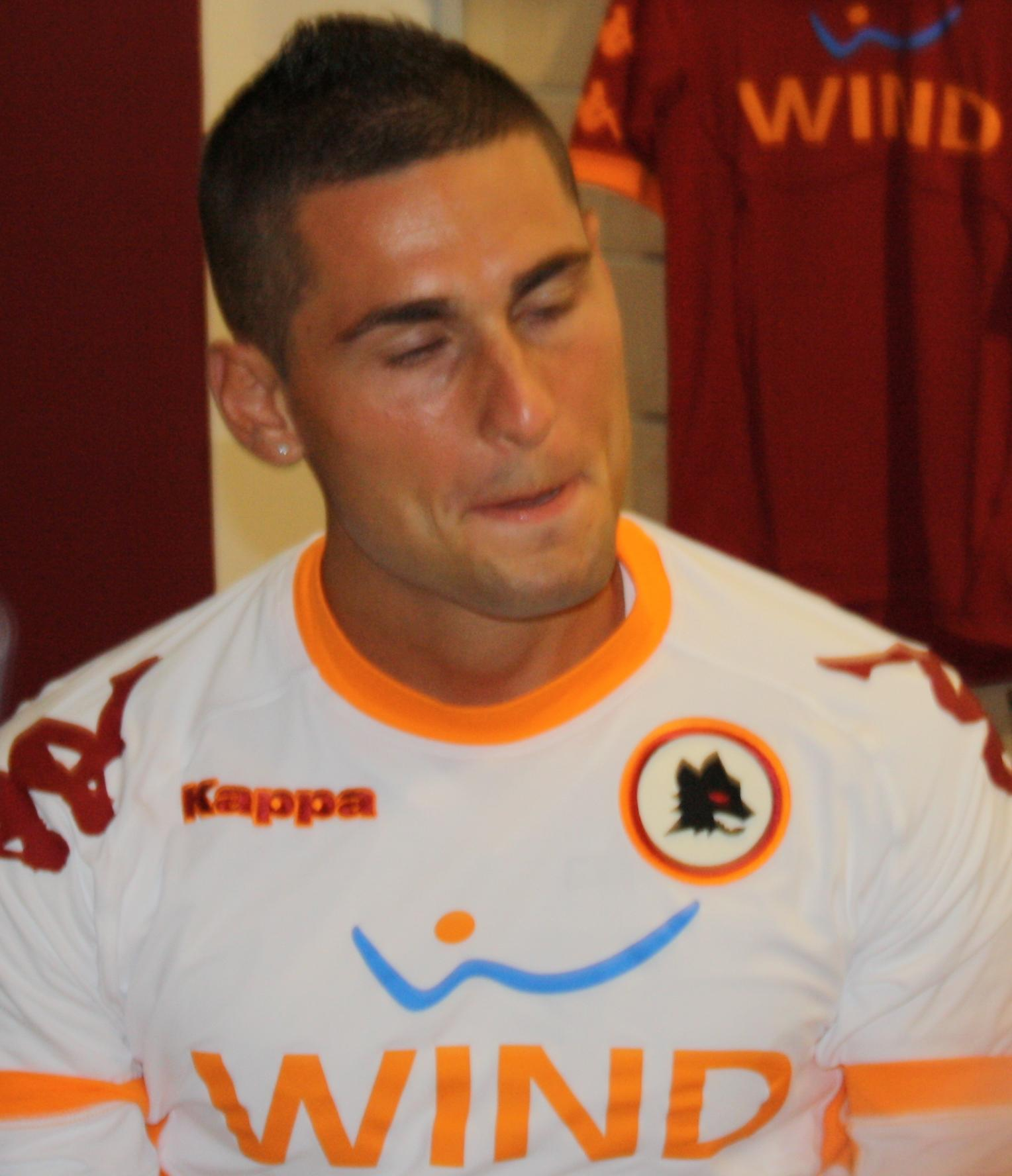
Aleandro Rosi con la equipación de la AS Roma.

Aleandro Rosi (Roma, 17 de mayo de 1987) es un jugador Italiano que actualmente se desempeña como defensa del Perugia, equipo de la Serie B de Italia.

## Carrera
Rosi estuvo originalmente en el Lazio pero a la edad de 12 años pasó a formar parte de la escuela de fútbol de la AS Roma. Firmó con la AS Roma su primer contrato profesional el 1 de julio de 2004. Debutó en la Serie A el 28 de mayo de 2005, cuando la AS Roma igualó 0–0 con el Chievo Verona. Esa fue su única aparición en esa temporada con la AS Roma. Anotó su primer gol en Serie A contra el Parma el 24 de septiembre de 2006.

### Préstamo al Chievo
Después de un paso sin éxito por el Chievo Verona en la temporada 2007–08 , la AS Roma lo presto al Livorno de la Serie B para la temporada 2008–09.

### Siena
En agosto de 2009, Rosi se unió al Siena en una transacción de copropiedad.

### Regreso a la Roma
Para la temporada 2010-11, Rosi volvió nuevamente a la AS Roma.

### Parma
El 7 de agosto de 2012 rescinde su contrato con la AS Roma para unirse al Parma en un contrato de cinco años. El 2 de septiembre anota su primer gol con la camiseta del Parma frente a su exequipo el Chievo, colocando la cifra 2-0, marcador final.
Fiorentina:durante el mercado de invierno de 2015 se oficializó su préstamo a la Fiorentina hasta final de temporada.

### Selección nacional
Ha jugado en todas las selecciones nacionales de la sub-16 a la sub-19. En octubre de 2006 fue convocado para hacer parte de la selección 
nacional sub-21 sin que llegase a debutar.

## Clubes
| Club             | País   | Año         |
| ---------------- | ------ | ----------- |
| AS Roma          | Italia | 2005 - 2006 |
| Chievo Verona    | Italia | 2007 - 2008 |
| Siena            | Italia | 2009        |
| AS Roma          | Italia | 2010 - 2012 |
| Parma            | Italia | 2012 - 2014 |
| Sassuolo         | Italia | 2014        |
| Genoa            | Italia | 2014 -      |
| ACF Fiorentina   | Italia | 2014 - 2015 |
| Frosinone Calcio | Italia | 2015        |
| Perugia          | Italia | 2019        |